# 赖斯廷卫星地面站
赖斯廷卫星地面站（德语：Erdfunkstelle Raisting）是位于德国赖斯廷的一个卫星地面站，1963年动工，1964年运营，是德国第一个通信卫星商业地面站。

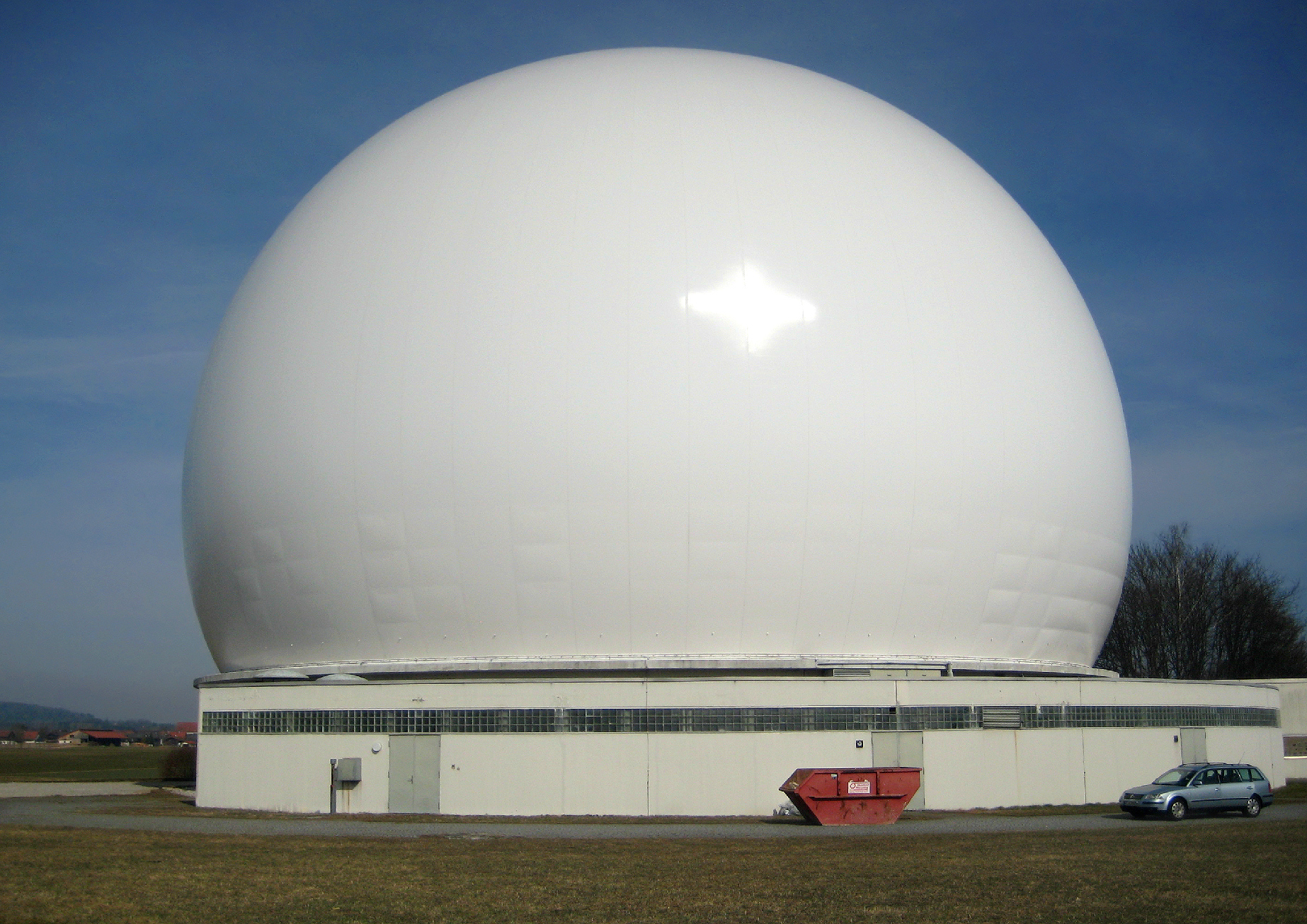
天线罩
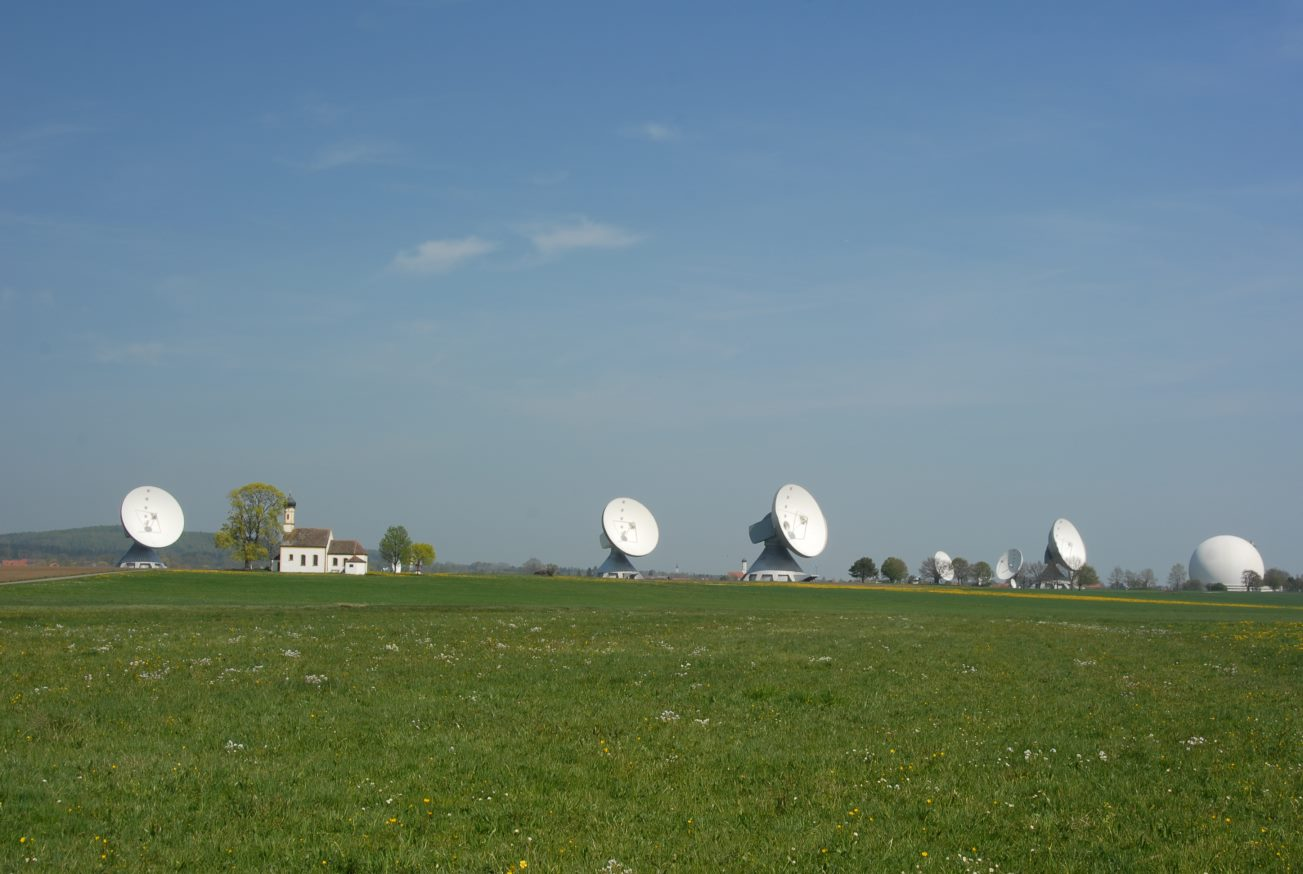
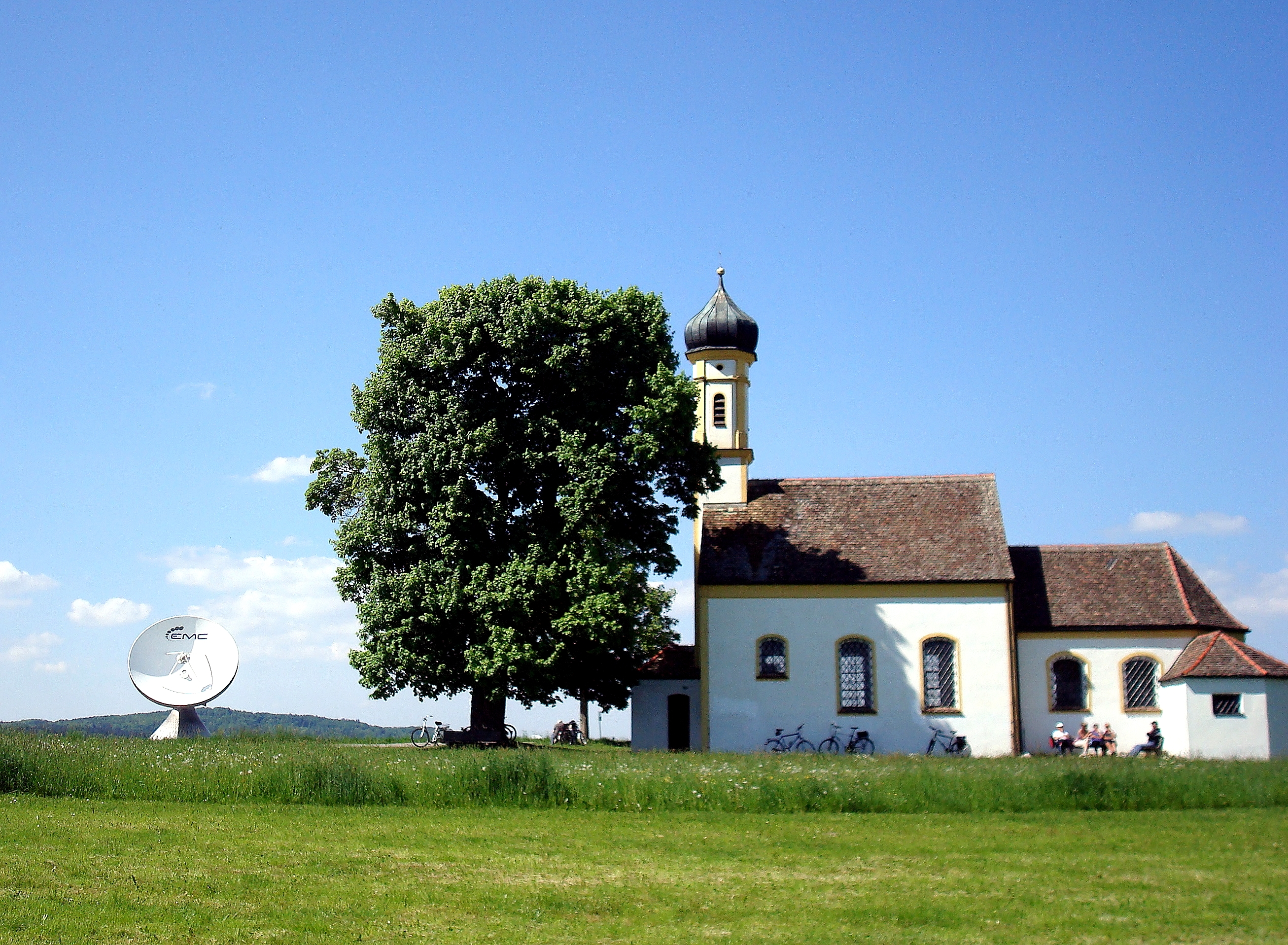
天线附件的赖斯廷圣约翰朝圣教堂（德语：St. Johannes der Täufer (Raisting)）